# Nationaal park Haparanda Skärgård
Het Nationaal park Haparanda Skärgård (Zweeds: Haparanda Skärgårds Nationalpark) is een Zweeds nationaal park van 60 km² in het noordelijk deel van de Botnische Golf. Het bestaat uit een aantal onbewoonde eilanden aan de plaatselijke scherenkust. Veel van de eilanden zijn gedurende het broedseizoen geheel afgesloten. Het nationaal park wordt gevormd door de eilanden Sandskär, Mali en Seskar Furö met daaromheen talloze kleine eilandjes, alle behorend tot de Haparanda-archipel.
Het park valt bestuurlijk onder de gemeente Haparanda, provincie Norrbottens län